# 1-Brom-3-iodbenzol
1-Brom-3-iodbenzol ist eine chemische Verbindung, die sich vom Benzol ableitet. Es ist eines der drei möglichen Bromiodbenzole; die anderen sind 1-Brom-2-iodbenzol und 1-Brom-4-iodbenzol.

## Gewinnung und Darstellung
1-Brom-3-iodbenzol kann durch Diazotierung und Sandmeyer-Reaktion aus 3-Iodanilin oder 3-Bromanilin hergestellt werden.